# ガス事業法
ガス事業法（ガスじぎょうほう）は、1954年（昭和29年）3月31日に公布された日本の法律。昭和29年法律第51号。

## 目的
この法律は、ガス事業の運営を調整することによつて、ガスの使用者の利益を保護し、及びガス事業の健全な発達を図るとともに、ガス工作物の工事、維持及び運用並びにガス用品の製造及び販売を規制することによつて、公共の安全を確保し、あわせて公害の防止を図ることを目的とする。

## 沿革
1923年（大正12年）の関東大震災の発生も相まって、ガス事業における保安管理の必要性が認識されるようになり、1923年（大正12年）4月9日には「瓦斯事業法」（旧ガス事業法）が公布、1925年（大正14年）10月1日に施行され、ガス事業は許可制となった。
それ以前は、全国のガス事業者を統一的に規制する法律は制定されておらず、各府県がそれぞれ規則を定めて取締まりを行うとともに、市町村と事業者との間で結ばれた契約によって、料金その他の変更に対する制約を課していた。
2017年（平成29年）4月1日、いわゆるエネルギー自由化により従前の一般ガス（都市ガス）事業制度をガス小売、ガス導管、ガス製造の3事業制度へ分割する等の改正（「電気事業法等の一部を改正する等の法律」平成27年法律第47号のガス事業法に係る主要部分改正施行）において条番号整理が行われ、従前は第62条までだったところ第207条までとするなど大幅に変更となった。

## 構成
- 第1章 総則（第1条・第2条）
- 第2章 ガス小売事業（第3条 - 第34条）
- 第3章 ガス導管事業（第35条 - 第85条）
- 第4章 ガス製造事業（第86条 - 第104条）
- 第5章 ガス事業以外のガスの供給等の事業（第105条・第106条）
- 第6章 あつせん及び仲裁（第107条・第108条）
- 第7章 指定試験機関及び登録ガス工作物検査機関（第109条 - 第136条）
- 第8章 ガス用品（第137条 - 第157条）
- 第9章 雑則（第158条 - 第191条）
- 第10章 罰則（第192条 - 第207条）
- 附則

## 資格
- ガス主任技術者（甲種、乙種、丙種）